# Sindrome da perdita capillare
La sindrome da perdita capillare, o sindrome da aumentata permeabilità capillare, è caratterizzata dal deflusso del plasma sanguigno attraverso le pareti dei capillari, dal sistema circolatorio sanguigno ai tessuti circostanti, ai compartimenti muscolari, agli organi o alle cavità corporee. È un fenomeno più comunemente osservato nella sepsi e meno frequentemente nelle malattie autoimmuni, nella sindrome da acido retinoico, nella sindrome da trapianto, nella linfoistiocitosi emofagocitica, nella sindrome da iperstimolazione ovarica, nelle febbri emorragiche virali e negli avvelenamenti da morso di serpente o da ricina. Anche i farmaci, come la gemcitabina, un farmaco chemioterapico, e alcune interleuchine e anticorpi monoclonali, possono causare perdite capillari. Queste condizioni e fattori sono fonti di sindrome da permeabilità capillare secondaria ed è spesso difficile da diagnosticare e trattare a causa della sua complessa fisiopatologia e dell’assenza di criteri diagnostici standardizzati.
La sindrome da perdita capillare sistemica (SCLS, l’acronimo in inglese di Systemic Capillary Leak Syndrome, o malattia di Clarkson), o sindrome da permeabilità capillare primaria, è una condizione medica rara, grave ed episodica che si manifesta soprattutto in individui sani, principalmente nella mezza età. È caratterizzata da episodi di auto-reversibilità durante i quali le cellule endoteliali che rivestono i capillari, di solito nelle estremità, si staccano per uno o tre giorni, causando una fuoriuscita di plasma soprattutto nei compartimenti muscolari di braccia e gambe. L’addome, il sistema nervoso centrale e gli organi (compresi i polmoni) generalmente si salvano, ma lo stravaso nelle estremità è abbastanza massiccio da causare uno shock circolatorio e delle sindromi compartimentali, con pericolosa ipotensione (bassa pressione sanguigna), emoconcentrazione (ispessimento del sangue) e ipoalbuminemia (diminuzione dell’albumina, una proteina importante) in assenza di altre cause per queste anomalie. La SCLS è quindi una malattia potenzialmente fatale, poiché ogni episodio può causare danni ai muscoli e ai nervi delle braccia e delle gambe, nonché agli organi vitali, a causa della limitata perfusione. Spesso viene diagnosticata erroneamente come policitemia, policitemia vera, sindrome da iperviscosità o sepsi. Nel 2024 è stato pubblicato un documento scientifico molto completo sulla SCLS, e nel 2025 uno che riassumeva l'esperienza di 26 pazienti italiani che hanno vissuto 61 episodi.

## Sintomatologia
La maggior parte dei pazienti con SCLS riferisce di avere sintomi simili a quelli di un’infezione virale di tipo influenzale (come secrezione nasale), disturbi gastrointestinali (diarrea o vomito), debolezza generale o dolore alle estremità, ma altri non hanno particolari segni di allarme prima degli episodi. Successivamente, si sviluppano sete e vertigini e in un pronto soccorso ospedaliero possono essere misurati i seguenti parametri:
- emoconcentrazione (valori elevati di ematocrito ed emoglobina, con livelli di ematocrito >49% negli uomini e >43% nelle donne, non dovuti a un aumento assoluto dell’ematocrito e dell’emoglobina, ma alla perdita di plasma)
- pressione arteriosa molto bassa (ipotensione arteriosa profonda, con livelli di pressione arteriosa sistolica <90 mm Hg);
- carenza di albumina (ipoalbuminemia di <3,0 g/dL);
- edema parziale o generalizzato ed estremità fredde;
- una paraproteina nel sangue (gammopatia monoclonale di significato incerto in circa l’80% dei casi).

## Eziologia
Sebbene la causa molecolare precisa della SCLS rimanga indeterminata, la ricerca scientifica condotta dal 2010 principalmente presso un’unità (NIAID) del National Institutes of Health (NIH) degli Stati Uniti, ha fatto luce sulle sue radici biologiche e chimiche. Lo studio del microcircolo periferico da campioni bioptici dei pazienti non ha rivelato anomalie gravi, alterazioni dell’angiogenesi, cellule infiammatorie o altri fattori suggestivi di una patologia che può causare un danno vascolare infiammatorio. L’assenza di anomalie strutturali è quindi coerente con l’ipotesi di un qualche fenomeno cellulare difettoso, ma stranamente reversibile, nei capillari.
Gli studi suggeriscono che la presenza di vari fattori infiammatori durante gli episodi di SCLS può spiegare la permeabilità temporaneamente anomala delle cellule endoteliali che rivestono la superficie interna dei capillari. Tra i fattori si annoverano picchi transitori di mediatori infiammatori associati ai macrofagi e ai monociti e aumenti temporanei nelle proteine dei fattori di crescita endoteliale vascolare (VEGF) e angiopoietina-2. Anche la compromissione delle cellule endoteliali provocata in laboratorio dal siero prelevato da pazienti che hanno avuto episodi di SCLS suggerisce che questi fattori biochimici siano coinvolti negli episodi.
Non ci sono prove che la SCLS sia ereditaria e non è stato stabilito il ruolo di specifici difetti genetici che potrebbero programmare le cellule endoteliali dei pazienti affetti a reagire in modo eccessivo agli stimoli esterni. L’eventuale significato della paraproteina (MGUS) presente nella maggior parte dei pazienti con SCLS è sconosciuto, a parte il fatto che è stata un precursore del mieloma multiplo in una minoranza (7% nel più grande campione riportato) di pazienti con SCLS.

## Diagnosi
La SCLS è spesso difficile da riconoscere e diagnosticare al momento della presentazione iniziale e pertanto sono frequenti le diagnosi errate. I sintomi caratteristici di profonda ipotensione arteriosa, emoconcentrazione (ematocrito elevato, leucocitosi e trombocitosi) e ipoalbuminemia, in assenza di cause secondarie di shock e infezione, richiede la considerazione della diagnosi differenziale con la SCLS in ricovero ospedaliero, durante o dopo un episodio acuto. Un fattore a sfavore dell’identificazione precoce è rappresentato dal fatto che la condizione sia estremamente rara (circa un caso su un milione) e che altre malattie presentino caratteristiche simili alla SCLS, tra cui la sindrome da perdita capillare secondaria o l’ipoproteinemia. La conservazione della coscienza, nonostante il grave shock e l’ipotensione, è un’ulteriore e più intrigante manifestazione clinica spesso riportata durante gli episodi di ricovero ospedaliero.

## Terapia
La storia naturale degli episodi di SCLS indica che di solito si risolvono spontaneamente entro 2-4 giorni e consistono in due fasi distinte.

### Fase di perdita capillare
La fase iniziale è quella della fuoriuscita capillare, che di solito dura 1-3 giorni, durante la quale fino al 70% del volume plasmatico totale invade le cavità, soprattutto nelle estremità. Le caratteristiche cliniche più comuni sono sintomi simil-influenzali come affaticamento, naso che cola, stordimento compresa la sincope (svenimento), dolore alle estremità, all’addome o generalizzato, edema facciale o di altro tipo, dispnea e ipotensione con conseguente shock circolatorio e, potenzialmente, collasso cardiopolmonare e altri danni o disturbi agli organi. La disfunzione o l’insufficienza renale acuta è un rischio comune dovuto alla necrosi tubulare acuta come conseguenza dell’ipovolemia e della rabdomiolisi.
La perdita di liquidi dai capillari ha effetti sulla circolazione simili a quelli della disidratazione, che riduce il flusso di ossigeno ai tessuti e agli organi, nonché la produzione di urina, causando oliguria. L’assistenza medica urgente in questa fase consiste nella rianimazione con fluidi, principalmente con la somministrazione per via endovenosa di soluzione fisiologica più un espansore di volume plasmatico (hetastarch o albumina) e colloidi (per aumentare il flusso sanguigno residuo agli organi vitali, come i reni), nonché glucocorticoidi (steroidi come il metilprednisolone, per ridurre o arrestare la perdita capillare). Se da un lato l’impatto della fluidoterapia può avere un effetto sulla pressione arteriosa, dall’altro comporta un aumento dell’accumulo di liquidi extravascolari, con conseguenti complicanze multiple, in particolare la sindrome compartimentale e quindi la rabdomiolisi distruttiva degli arti.
Di conseguenza, la terapia con fluidi deve essere ridotta al minimo e i pazienti che sperimentano episodi di SCLS devono essere monitorati attentamente in un ambiente ospedaliero di terapia intensiva, anche per le complicazioni ortopediche che richiedono una decompressione chirurgica. Esperienze cliniche dal 2015 raccomandano la somministrazione di immunoglobuline per via endovenosa (IVIG) all’insorgere di un episodio di SCLS, in quanto sicura e associata a un rapido miglioramento clinico dei pazienti.

### Fase di reclutamento
La seconda fase comporta il riassorbimento del liquido e dell’albumina inizialmente stravasati dai tessuti e dura solitamente 1-2 giorni. Il sovraccarico di liquidi intravascolari porta alla poliuria e può causare edema polmonare improvviso e arresto cardiaco, con possibili conseguenze fatali. La morte per SCLS si verifica di solito durante questa fase di reclutamento, a causa dell’edema polmonare derivante dall’eccessiva somministrazione di liquidi per via endovenosa durante la fase di perdita precedente. La gravità del problema dipende dalla quantità di liquidi somministrati nella fase iniziale, dall’entità dei danni subiti dai reni e dalla rapidità con cui vengono somministrati i diuretici per aiutare il paziente a scaricare i liquidi precedentemente accumulati. Uno studio pubblicato nel 2017 su 59 episodi acuti in 37 pazienti SCLS ricoverati in ospedale ha concluso che la fluidoterapia ad alto volume era indipendentemente associata a esiti clinici peggiori e che le principali complicanze degli episodi di SCLS erano l’edema polmonare nella fase di recupero (24%), l’aritmia cardiaca (24%), la sindrome compartimentale (20%) e le infezioni acquisite (19%).
La prevenzione degli episodi di SCLS ha comportato due approcci. Il primo è stato sperimentato dalla Mayo Clinic e raccomandava il trattamento con beta agonisti ad alte dosi come la terbutalina, la fosfodiesterasa-inibitore della teofillina e il leucotrieno-recettore dei antagonisti del montelukast sodico.
Il motivo per l’uso di questi farmaci era la loro capacità di aumentare i livelli intracellulari di AMP (adenosina monofosfato) ciclico, che potrebbe contrastare le vie di segnalazione infiammatorie che inducono la permeabilità endoteliale. Fino all’inizio degli anni 2000 era lo standard di cura, ma poi è stato interrotto perché i pazienti presentavano frequentemente nuovi episodi di SCLS e perché questi farmaci erano scarsamente tollerati a causa degli spiacevoli effetti collaterali.
Il secondo approccio, avviato in Francia all’inizio degli anni 2000, consiste in infusioni mensili di immunoglobuline (IVIG) per via endovenosa, con una dose iniziale da 1 a 2 g/kg/mese di peso corporeo, che si è rivelato di grande successo secondo le numerose evidenze di casi in tutto il mondo.
L’IVIG è stata a lungo utilizzata per il trattamento delle sindromi autoimmuni e associate alla MGUS, grazie alle sue proprietà immunomodulanti e potenzialmente anticitochine. Il preciso meccanismo d’azione dell’IVIG nei pazienti con SCLS è sconosciuto, ma è probabile che neutralizzi le citochine proinfiammatorie che causano la disfunzione endoteliale.
Una revisione dell’esperienza clinica su 69 pazienti affetti da SCLS, per lo più europei, ha rilevato che il trattamento preventivo con immunoglobuline per via endovenosa (intravenous immunoglobulins o IVIG) è il fattore più importante associato alla sopravvivenza, per cui la terapia con IVIG dovrebbe essere il trattamento preventivo di prima linea per i pazienti affetti da SCLS. Secondo un’indagine del NIH sull’esperienza dei pazienti, la profilassi con immunoglobuline è associata a una drastica riduzione della frequenza degli episodi di SCLS, con effetti collaterali minimi, nella maggior parte dei pazienti; per cui può essere considerata un trattamento di prima scelta per chi ha una diagnosi chiara di SCLS e una storia di episodi ricorrenti.
Uno studio del 2022, condotto su un campione di 59 pazienti per valutare la sicurezza della riduzione graduale e della sospensione dell’IVIG in soggetti francesi e italiani con SCLS, ha concluso che l’incidenza di episodi gravi non era statisticamente diversa tra le diverse dosi di IVIG, ma che la sospensione era associata a tassi più elevati di mortalità e di recidiva, per cui il trattamento a vita con IVIG è raccomandato per i pazienti con SCLS.

## Prognosi
Nell’esperienza della maggior parte dei 69 pazienti europei nel periodo 1996-2016, i tassi di sopravvivenza a cinque e dieci anni per gli affetti da SCLS sono stati rispettivamente del 78% e del 69%, ma i sopravvissuti hanno ricevuto un trattamento preventivo con immunoglobuline significativamente maggiore rispetto ai non sopravvissuti. I tassi di sopravvivenza a 5 e 10 anni nei pazienti trattati con immunoglobuline sono stati rispettivamente del 91% e del 77%, rispetto al 47% e al 37% dei pazienti non trattati con immunoglobuline. Inoltre, dal 2016, una migliore identificazione e gestione di questa patologia sembra portare a una riduzione della mortalità e a un miglioramento della sopravvivenza e della qualità della vita.

## Storia
La sindrome è stata descritta per la prima volta da un gruppo di medici di New York guidati dal dottor Bayard D. Clarkson nel 1960 , in seguito, la patologia è stata informalmente chiamata in suo onore. Oltre ai numerosi case report pubblicati da allora, nel 2017 sono state pubblicate tre revisioni complete delle esperienze cliniche e di ricerca e nel 2024 una recensione molto completa.